# Ataenogera abdominalis
Ataenogera abdominalis är en tvåvingeart som beskrevs av Krober 1914. Ataenogera abdominalis ingår i släktet Ataenogera och familjen stilettflugor. Inga underarter finns listade.